# Нэйху

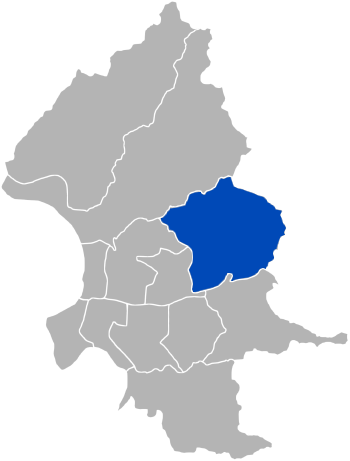
расположение района в Тайбэе

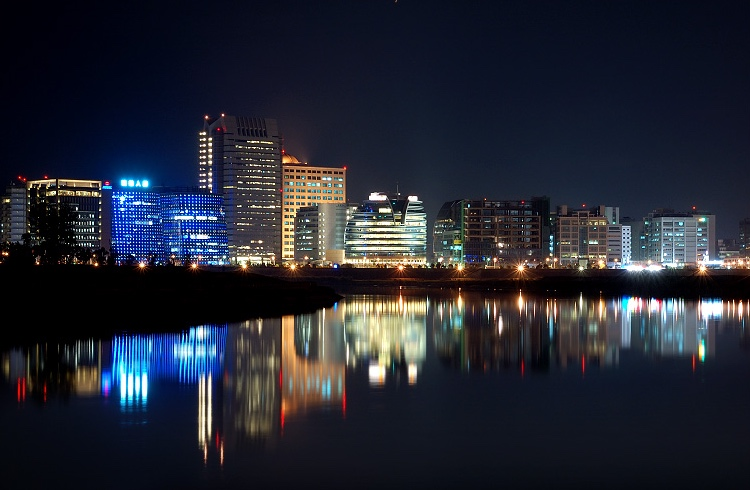
Банк в Нэйху

Нэйху (трад. кит.: 內湖區; пиньинь: Nèihú Qū) — один из 12 районов г. Тайбэй, расположенный в восточной части города. «Нэйху» означает «внутреннее озеро». Является одной из наиболее динамично развивающихся частей метрополии.
Нэйху занимает площадь в 31,57 квадратных километра, в нём живёт 263 651 человека.
Достопримечательности Нэйху — парк Даху (大湖公園), в котором находится знаменитый пешеходный мостик, а также храм Бишань (碧山巖), крупный даосский храм, построенный в честь Чэнь Юаньгуана. Из него открывается панорамный вид Тайбэя. В окрестностях Бишаня расположено несколько мелких буддийских и даосских храмов, а также фруктовые сады, в которых туристы могут сорвать себе понравившийся плод. Горную часть Нэйху покрывает сеть туристических тропинок.